# 辛安镇 (舞阳县)
辛安镇，是中华人民共和国河南省漯河市舞阳县下辖的一个乡镇级行政单位。

## 行政区划
辛安镇下辖以下地区：
辛安村、庙后王村、刘庄村、吴堂村、水牛刘村、大邢村、杨楼村、石桥村、河东郭村、茨元张村、郝庄村、双楼张村、康庄村、老蔡村、杨庄村、官杨村、大尹村、薛店村、前李村、冯庄村、赵庄村、吴岗村、后吴村、河子李村、茨元黄村、芬张村和沟李村。